# Parijs-Roubaix 2019
De 117e editie van de wielerwedstrijd Parijs-Roubaix werd gereden op 14 april 2019. De koers maakte deel uit van de UCI World Tour 2019. Titelverdediger was Peter Sagan. Hij werd opgevolgd door Philippe Gilbert, die daarmee zijn vierde van de vijf monumenten op zijn naam schreef. Bij de junioren won de Nederlander Hidde van Veenendaal, derde werd Lars Boven, de zoon van Jan Boven.

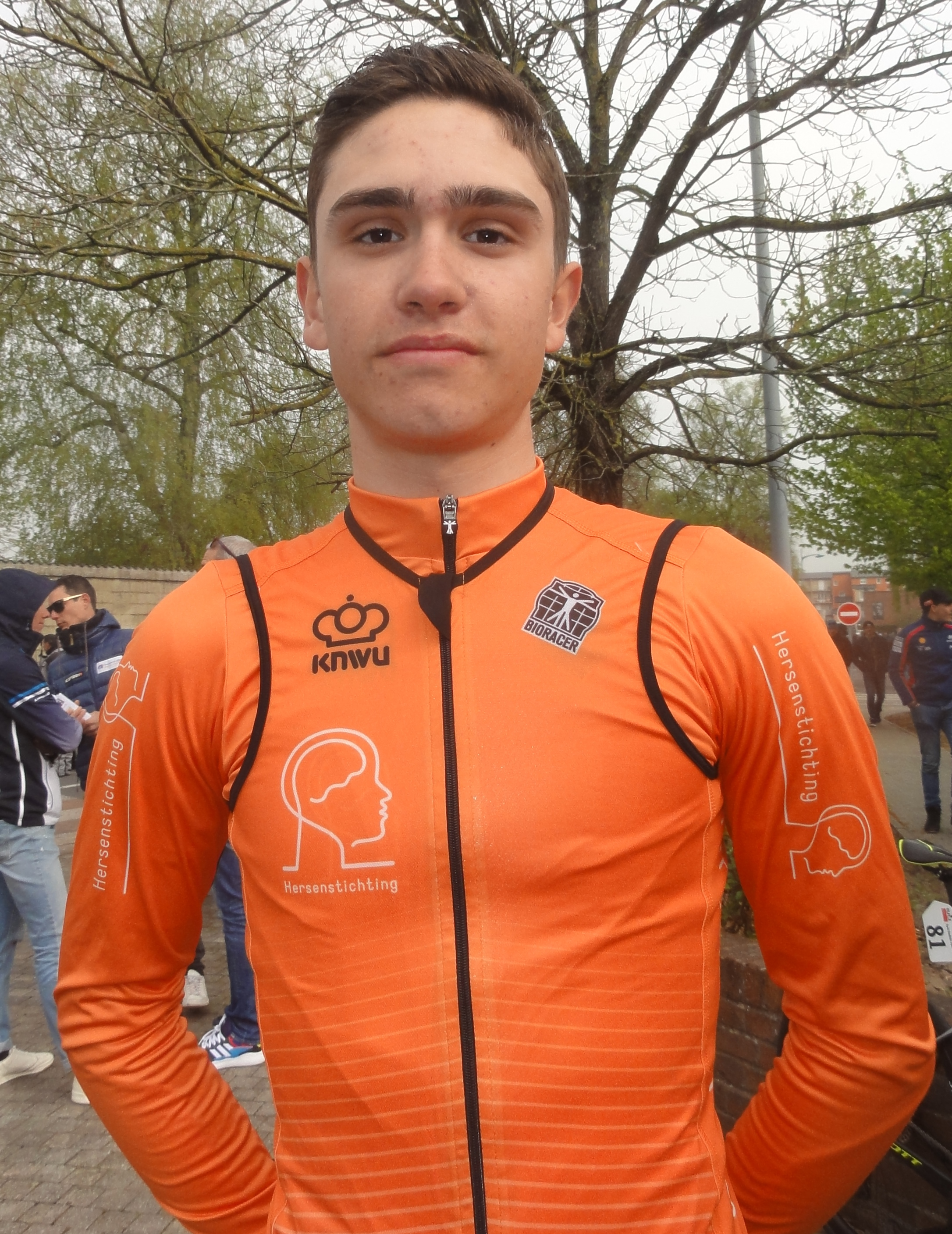
Hidde van Veenendaal won bij de junioren.

## Parcours

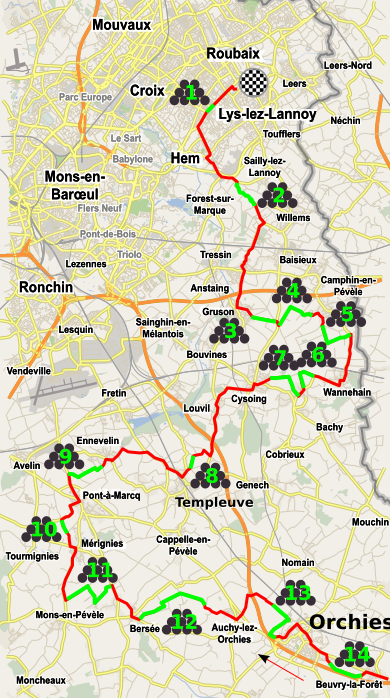
Laatste kasseistroken tot Roubaix.

Het parcours is met 257 km even lang als vorig jaar. Er zijn in 2019 29 kasseistroken opgenomen in het parcours met een totale afstand van 54,5 km. 
Dit is bijna een kopie van het parcours van de afgelopen jaren. Na de eerste strook van Troisvilles naar Inchy, zijn er enkele wijzigingen. Vanaf strook 23 zijn er geen wijzigingen.
| Sector | Kilometer | Naam                                   | Lengte (km) | Zwaarte |
| ------ | --------- | -------------------------------------- | ----------- | ------- |
| 29     | 96,5      | Troisvilles naar Inchy                 | 0,9         | 2       |
| 28     | 105,5     | Briastre naar Viesly                   | 3,0         | 4       |
| 27     | 110,0     | Viesly naar Qiuévy                     | 1,8         | 3       |
| 26     | 112,5     | Qiuévy naar Saint-Python               | 3,7         | 4       |
| 25     | 117,0     | Saint-Python                           | 1,5         | 2       |
| 24     | 130,0     | Vertain naar Saint-Martin-sur-Écaillon | 2,3         | 3       |
| 23     | 135,0     | Verchain-Maugré naar Quérénaing        | 1,6         | 3       |
| 22     | 138,0     | Quérénaing naar Maing                  | 2,0         | 3       |
| 21     | 141,0     | Maing naar Monchaux-sur-Écaillon       | 1,6         | 3       |
| 20     | 154,0     | Haveluy naar Wallers                   | 2,5         | 4       |
| 19     | 161,5     | Trouée d'Arenberg                      | 2,3         | 5       |
| 18     | 168,5     | Wallers naar Hélesmes                  | 1,6         | 3       |
| 17     | 175,0     | Hornaing naar Wandignies               | 3,7         | 4       |
| 16     | 182,5     | Warlaing naar Brillon                  | 2,4         | 3       |
| 15     | 186,0     | Tilloy naar Sars-et-Rosières           | 2,4         | 4       |
| 14     | 192,5     | Beuvry-la-Forêt naar Orchies           | 1,4         | 3       |
| 13     | 197,5     | Orchies                                | 1,7         | 3       |
| 12     | 203,5     | Auchy-lez-Orchies naar Bersée          | 2,7         | 4       |
| 11     | 209,0     | Mons-en-Pévèle                         | 3,0         | 5       |
| 10     | 215,0     | Mérignies naar Avelin                  | 0,7         | 2       |
| 9      | 218,5     | Pont-Thibaut naar Ennevelin            | 1,4         | 3       |
| 8      | 224,0     | Templeuve naar L'Epinette              | 0,2         | 1       |
| 8bis   | 224,5     | Templeuve (Moulin-de-Vertain)          | 0,5         | 2       |
| 7      | 231,0     | Cysoing naar Bourghelles               | 1,3         | 3       |
| 6      | 233,5     | Bourghelles naar Wannehain             | 1,1         | 3       |
| 5      | 238,0     | Camphin-en-Pévèle                      | 1,8         | 4       |
| 4      | 240,5     | Carrefour de l'Arbre                   | 2,1         | 5       |
| 3      | 243,0     | Gruson                                 | 1,1         | 2       |
| 2      | 249,5     | Willems naar Hem                       | 1,4         | 3       |
| 1      | 255,5     | Roubaix (Espace Charles Crupelandt)    | 0,3         | 1       |

## Deelnemende ploegen
| 18 UCI World Tour-ploegen | 18 UCI World Tour-ploegen | 18 UCI World Tour-ploegen | 7 wildcards              |
| ------------------------- | ------------------------- | ------------------------- | ------------------------ |
| AG2R La Mondiale          | EF Education First        | Team INEOS                | Arkéa Samsic             |
| Astana Pro Team           | Groupama-FDJ              | Team Jumbo-Visma          | Cofidis                  |
| Bahrain-Merida            | Lotto Soudal              | Team Katjoesja Alpecin    | Delko Marseille Provence |
| BORA-hansgrohe            | Movistar Team             | Team Sunweb               | Total Direct Énergie     |
| CCC Team                  | Mitchelton-Scott          | Trek-Segafredo            | Roompot-Charles          |
| Deceuninck–Quick-Step     | Team Dimension Data       | UAE Team Emirates         | Vital Concept-B&B Hotels |
|                           |                           |                           | Wallonie Bruxelles       |
|                           |                           |                           |                          |

## Koersverloop

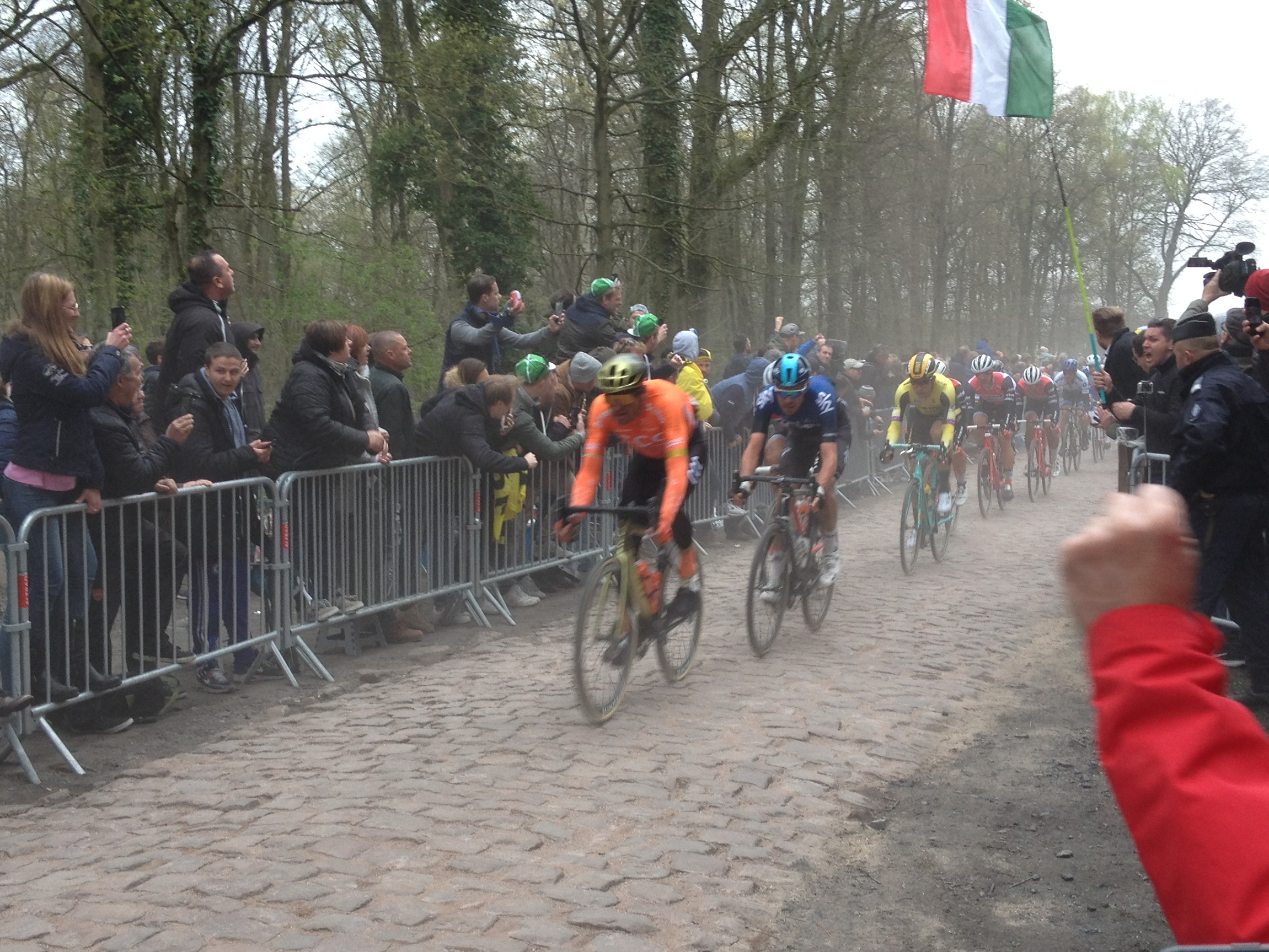
Greg Van Avermaet op kop in het Bos van Wallers-Arenberg.

Het duurde lang voordat een kopgroep de ruimte kreeg, zodat ondanks tegenwind het gemiddelde in de eerste twee uren lag op 44,5 km/u. Uiteindelijk wist een tiental renners een kleine voorsprong te pakken en even later kon nog een tiental renners aansluiten, onder wie Matteo Trentin, Yves Lampaert, Stefan Küng en Nils Politt. Hun voorsprong bleef onder een minuut. Eén voor één vielen er enkele renners uit de kopgroep en op 121 km van de streep werden ze teruggepakt. O.a. Taco van der Hoorn en Iljo Keisse kwamen hard ten val. Het peloton scheurde in twee stukken, het tweede deel aangevoerd door Alexander Kristoff, die te maken had met pech. In het Bos van Wallers-Arenberg kreeg Wout van Aert materiaalpech, maar hij kon verder op de fiets van Pascal Eenkhoorn. Een aantal kilometer verder kreeg hij zijn eigen reservefiets, maar ging al snel weer onderuit. Hij ging samen in de achtervolging op het peloton met Tiesj Benoot, die door de achterruit van de ploegauto van Van Aert klapte en moest opgeven. De eenzame vluchter Wesley Kreder kreeg op 67 km van de finish gezelschap van Philippe Gilbert, Rüdiger Selig en wederom Nils Politt. Kreder moest als eerste lossen en even later ook Selig. Gilbert liet vervolgens Politt achter, maar deze kreeg gezelschap van vier achtervolgers: Peter Sagan, Sep Vanmarcke, Lampaert en Van Aert. Op de kasseien van Mons-en-Pévèle sloten deze vijf aan bij Gilbert. In de achtergrond probeerde Greg Van Avermaet tevergeefs bij het peloton weg te komen. Op 23 km demarreerde Gilbert en hij kreeg Sagan en Politt met zich mee. Even later moest Van Aert lossen bij de achtervolgers Lampaert en Vanmarcke, waarna deze twee weer konden aansluiten bij de koplopers. Op de Carrefour de l'Arbre demarreerde wederom Gilbert, maar de anderen kwamen terug. Op het tweede deel van deze strook versnelde Politt en enkel Gilbert kon er naartoe springen. Vanmarcke moest door materiaalpech van fiets wisselen en Lampaert wist op 5 km nog weg te springen bij Sagan, waardoor Gilbert het kopwerk overliet aan Politt en hem in de sprint op de vélodrome versloeg. Lampaert werd derde, Vanmarcke vierde en Sagan vijfde.

## Uitslag

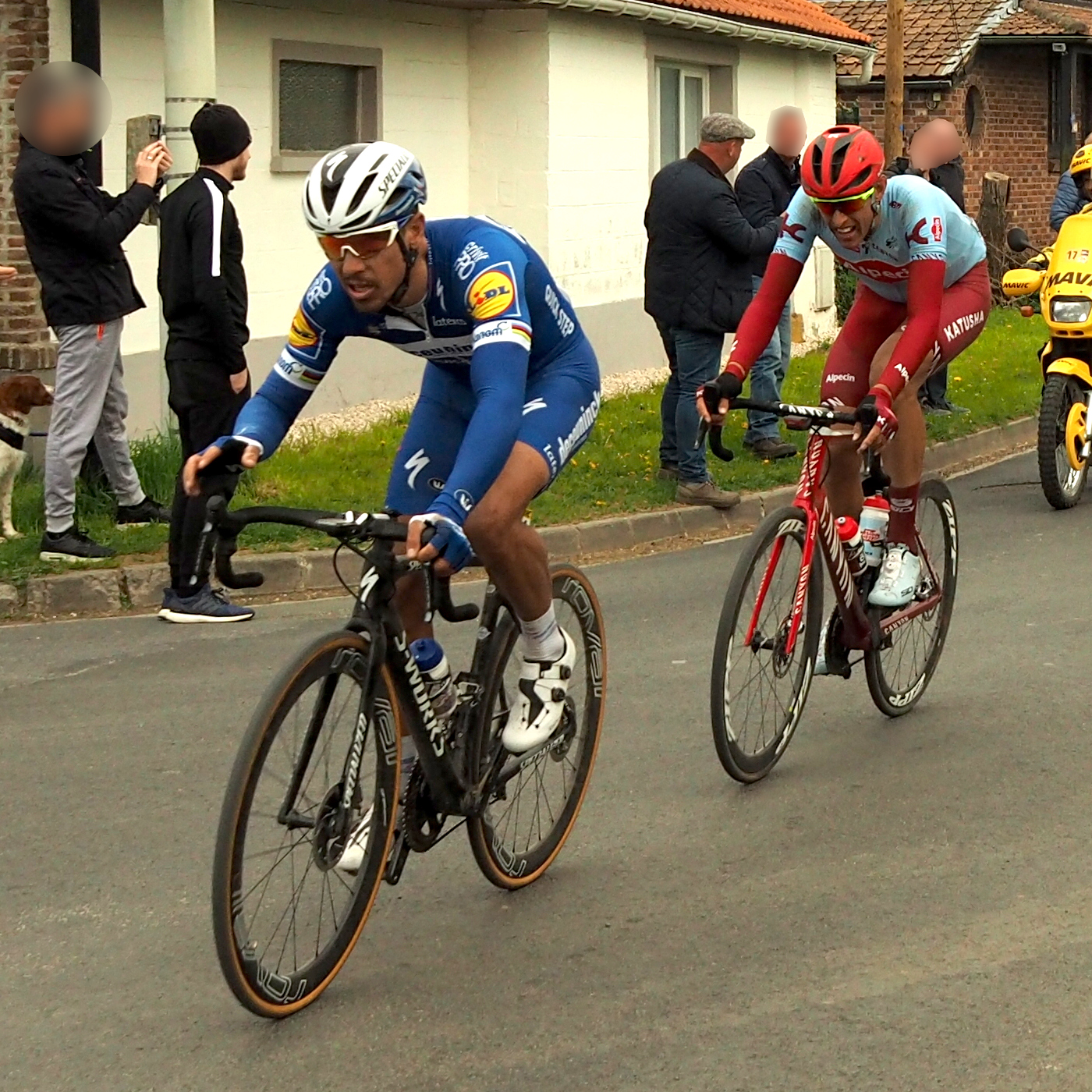
Koplopers Philippe Gilbert en Nils Politt op 8 km van de finish.

| Plaats  | Naam                | Ploeg                    | tijd     |
| ------- | ------------------- | ------------------------ | -------- |
| Winnaar | Philippe Gilbert    | Deceuninck–Quick-Step    | 5u58'02" |
| 2       | Nils Politt         | Team Katjoesja Alpecin   | z.t.     |
| 3       | Yves Lampaert       | Deceuninck–Quick-Step    | + 13"    |
| 4       | Sep Vanmarcke       | EF Education First       | + 40"    |
| 5       | Peter Sagan         | BORA-hansgrohe           | + 42"    |
| 6       | Florian Sénéchal    | Deceuninck–Quick-Step    | + 47"    |
| 7       | Mike Teunissen      | Team Jumbo-Visma         | z.t.     |
| 8       | Zdeněk Štybar       | Deceuninck–Quick-Step    | z.t.     |
| 9       | Evaldas Šiškevičius | Delko Marseille Provence | z.t.     |
| 10      | Sebastian Langeveld | EF Education First       | z.t.     |
| 11      | Stefan Küng         | Groupama-FDJ             | z.t.     |
| 12      | Greg Van Avermaet   | CCC Team                 | z.t.     |
| 13      | Oliver Naesen       | AG2R La Mondiale         | z.t.     |
| 14      | Heinrich Haussler   | Bahrain-Merida           | + 1'24"  |
| 15      | Adrien Petit        | Direct Énergie           | + 1'25"  |
| 16      | Marco Haller        | Team Katjoesja Alpecin   | + 1'36"  |
| 17      | Arnaud Démare       | Groupama-FDJ             | z.t.     |
| 18      | Anthony Turgis      | Direct Énergie           | + 1'38"  |
| 19      | Hugo Hofstetter     | Cofidis                  | z.t.     |
| 20      | Bert De Backer      | Vital Concept-B&B Hotels | z.t.     |